# Диптеровые
Диптеровые (лат. Dipteridae) — семейство вымерших лопастепёрых рыб из отряда Dipteriformes надотряда двоякодышащих. Жили во времена девонского периода (388,1—360,7 млн лет назад). Представители рода Dipterus служат руководящими ископаемыми.

## Классификация
По данным сайта Paleobiology Database, на декабрь 2020 года в семейство включают 3—4 вымерших рода:
- Род Conchodus McCoy, 1848 (5 видов)
- Род Dipterus Sedgwick & Murchison, 1828 [syn. Catopterus Agassiz, 1843]  (17 видов)
- Род Grossipterus Obruchev, 1964 — возможно, синоним Dipterus
- Род Howidipterus Long, 1992 (1 вид)